# 술탄 이브라기모프
술탄아흐메트 마고멧살리호비치 이브라기모프(러시아어: Султан-Ахмед Магомедсалихович Ибрагимов, 1975년 3월 8일~)는 러시아의 전직 권투 선수이다. 그는 2000년 하계 올림픽에서 남자 헤비급 은메달을 획득했으며 세계 선수권 대회에서 동메달 1개, 유럽 선수권 대회에서 은메달 1개를 획득했다.
2000년에 프로 선수로 전향한 후 2007년부터 2008년까지 세계 복싱 기구(WBO) 헤비급 세계 챔피언 타이틀을 보유했다.